# Чузик
Чу́зик — річка в Росії, ліва складова Парабелю (притоки Обі), тече у Томській області Васюганською рівниною.
Чузик починається у Васюганських болотах на кордоні Томської і Новосибірської областей; тече на північний схід. Біля села Усть-Чузик зливається з річкою Кенга, утворючи річку Парабель (притоку Обі). 
Довжина річки 382 км, площа водозбірного басейну 9000 км². Середньорічний стік, виміряний за 73 км від гирла, становить 30,5 м³/c. Живлення мішане з переважанням снігового. Замерзає наприкінці жовтня — початку листопада, скресає наприкінці квітня — початку травня. Головні притоки Армич і Комбарс.
Річка судноплавна на 210 км від гирла (до села Пудино) . Може використовуватись для лісосплаву.
Населенні пункти на річці: Львовка, Пудино, Кедровий, Усть-Чузик.